# 沙贊德
沙贊德是伊朗的城市，位於該國西部，由中央省負責管轄，處於首都德黑蘭西南255公里，距離首府阿拉克30公里，海拔高度2,082米，2006年人口19,353。

## 外部連結
- History of Shazand （页面存档备份，存于）
- Geological exploration in area of Shazand